# Otto Wilhelm Barth Verlag
Der Otto Wilhelm Barth Verlag (häufig abgekürzt O. W. Barth) ist ein deutscher Buchverlag mit Sitz in München. Seine Programmschwerpunkte sind Texte zu östlicher Weisheit, Grundlagen der Weltreligionen, Astrologie und Esoterik.
Der Verlag wurde 1924 von Fritz Werle und Otto Wilhelm Barth in München gegründet. Barth war damals bereits als Herausgeber okkulter Schriftreihen und Periodika in Erscheinung getreten. So war er ab 1921 Herausgeber der Lotus-Blätter, die den Mitgliedern der Lotus-Gesellschaft alte und neue geheimwissenschaftliche Literatur durch Neudruck und Herausgabe zugänglich machen sollten. Ab 1923 verlegte er Pansophia – Urquellen inneren Lebens. Zum Heile der Welt neu kundgegeben von einem „Collegium Pansophicum“, eine Schriftenreihe aus dem Umfeld der Pansophischen Gesellschaft. 1926 wurde Barth, der nebenher zwei weitere Verlage, den Asokthebu- und den Jati-Verlag gegründet hatte, gezwungen, den nach ihm benannten Verlag zu verlassen. Wie lange der schon vor 1920 in Leipzig gegründete Otto Wilhelm Barth Verlag noch weiter bestand, bleibt unklar. Von 1922 bis 1931 ist diese Firma in Leipzig auf den Verleger Ernst Rainer Wunderlich eingetragen.
Die Tätigkeit des nun vom Namensgeber verlassenen O. W. Barth-Verlages in München-Planegg gestaltete sich zunächst günstig. Unter Leitung von Fritz Werle (1899–1977) erschienen Werke, die dessen Hauptinteressen entsprachen: Astrologie, Grenzwissenschaften, Okkultismus und Magie. Es erschienen Grundlagenwerke zur Astrologie und vor allem ab 1929 und dann über viele Jahrzehnte die Deutsche Ephemeride, ein für Astrologen bald unverzichtbares Hilfsmittel.
1934 konnte Ursula von Mangoldt, eine Nichte des ermordeten Außenministers Rathenau, als Mitarbeiterin gewonnen werden. Sie war promovierte Theologin und Kennerin der Chirologie und sollte für viele Jahre als Autorin und Übersetzerin im Verlag wirken. Dessen Tätigkeit endete jedoch erst einmal, da der Verlag von den Nationalsozialisten 1939 vorübergehend geschlossen und 1941 endgültig liquidiert wurde. Aber schon 1946 erhielt Ursula von Mangoldt eine Verlagslizenz für die Neugründung des Verlages, den sie in den folgenden Jahren zusammen mit Wolf Freiherr von Fritsch und Fritz Werle leitete. Durch Publikation angesehener Autoren und grundlegender Werke vor allem der östlichen Philosophie gelang es, zu einem als durchaus seriös geltenden Verlag im Bereich der Spiritualität zu werden.
Im O. W. Barth Verlag erschienen unter anderen die Schriften von:
- Sri Aurobindo (Hinduismus und Yoga)
- John Blofeld (Hrsg.): I Ging
- Paul Brunton (Yoga)
- Fritjof Capra (New Age)
- Alexandra David-Néel (Lamaismus)
- Karlfried Graf Dürckheim (Zen-Buddhismus)
- Hazrat Inayat Khan (Sufismus)
- Muhyī d-Dīn Ibn ʿArabī (Sufismus)
- Iyengar (Yoga)
- Éliphas Lévi (Ritualmagie)
- Ramakrishna (Hinduismus)
- Sivananda (Hinduismus und Yoga)
- Daisetz Teitaro Suzuki (Zen-Buddhismus)
- Francisco Varela (New Age)
- Ken Wilber (New Age)
- Yogananda (Yoga)

1973 wurde O. W. Barth vom Scherz Verlag übernommen, der das bestehende Programm in Richtung New-Age-Theoretiker wie zum Beispiel Fritjof Capra oder Ken Wilber auszuweiten suchte. Einen weiteren neuen Schwerpunkt des Programms bildeten alternative Gesundheitsthemen (Traditionelle chinesische Medizin, Traditionelle tibetische Medizin, Ayurveda).
Der Scherz Verlag wiederum blieb auch nicht eigenständig, sondern gehört seit 2003 zum S. Fischer Verlag. Anfang 2010 wurde bekannt, dass Fischer den O. W. Barth Verlag an die Verlagsgruppe Droemer Knaur verkaufen würde. Andreas Klaus, der bisherige Programmverantwortliche, wechselte ebenfalls zu Droemer Knaur.